# Tinge
Tinge (de vegades Tingis) (en grec antic Τίγγη) va ser, segons la mitologia grega i amaziga, l'esposa del gegant Anteu, un fill de Posidó i de Gea.
Segons Plutarc, quan Hèracles va haver mort Anteu, es va unir amb Tinge, i ella li va donar un fill, Sòfax. Aquest noi va fundar la ciutat de Tingis (avui Tànger) en honor de la seva mare.